# Gabriele Manfredi
Gabriele Manfredi est un mathématicien italien, né à Bologne le 25 mars 1681, et mort dans la même ville le 5 octobre 1761 .

## Biographie
Né à Bologne, le 25 mars 1681, il étudie les mathématiques, et y fait des progrès très rapides ; à l’âge de vingt-quatre ans, il publie un traité des équations du premier degré. Il est nommé, en 1708, l’un des secrétaires du Sénat. Cependant son goût le porte à l’enseignement ; mais ce n'est qu’en 1720 qu’il obtient la chaire d’analyse. Six ans après, il est élu chancelier de l’université. Il succède, en 1739, à son frère dans la place de surintendant des travaux hydrostatiques, et meurt à Bologne, le 5 octobre 1761.

## Œuvres
- De constructione æquationurn differentialium primi gradus, Pise, 1707, in-4°, avec 7 planches ;
- Considerazioni sopra alcuni dubbi che debbono esaminarsi nella congregazione dell’acqua, Rome, 1739, in-4° ;
- des Mémoires et des Dissertations, insérés dans le recueil de l’Institut de Bologne, dont il était l’un des premiers membres ; dans les Osservazioni letterarie (Vérone, 1737, et ann. suiv.), et dans le Giornale de’ letterati d’Italia. Le résultat des observations astronomiques qu’il avait faites, de concert avec son frère, à l’observatoire de Bologne, est imprimé dans le Recueil de l’Académie des sciences de Paris.